# Oligotricha maxima
Oligotricha maxima är en nattsländeart som först beskrevs av Iwata 1927.  Oligotricha maxima ingår i släktet Oligotricha och familjen broknattsländor. Inga underarter finns listade i Catalogue of Life.